# Юмправа (платформа)
Ю́мправа (латыш. Jumprava) — остановочный пункт в посёлке Юмправа Юмправской волости Огрского края Латвии, на железнодорожной линии Рига — Крустпилс.

## История
Платформа «58 верста» или «Платформа № 59» оборудована в 1894 году. С 1918 года называлась «Ломани» и с 1921 года — «Юмправа». Первое пассажирское здание, построенное в 1923 году по проекту Л. Хофмане-Гринберги, уничтожено в годы Второй мировой войны. Здание, существующее в Юмправе на 2015 год, построено в 1950 году..